# Am I Okay?
Am I Okay? è il secondo album in studio della cantante di musica country statunitense Megan Moroney, pubblicato il 12 luglio 2024 da Sony Music e Columbia Records.

## Tracce
1. Am I Okay? – 3:55
2. Third Time's the Charm – 3:51
3. No Caller ID – 3:28
4. Man on the Moon – 3:07
5. 28th of June – 3:45
6. Indifferent – 2:56
7. Noah – 3:31
8. Miss Universe – 3:01
9. Mama I Lied – 3:27
10. I Know You – 2:40
11. The Girls – 3:06
12. Heaven by Noon – 3:42
13. Hope You're Happy – 3:28
14. Hell of a Show – 1:47

## Edizione Deluxe
Un'edizione "Deluxe" dell'album è stata pubblicata il 4 ottobre 2024 con le seguenti tracce aggiuntive:

1. Break It Right Back – 3:34
2. Bless Your Heart – 2:43
3. I'll Be Fine – 3:40

## Classifiche
| Classifica (2024) | Posizione raggiunta |
| ----------------- | ------------------- |
| Stati Uniti       | 9                   |